# Paulus Maria Weigele
Paulus Maria Weigele OSB (* 5. Juni 1943 in Unterrieden als Josef Weigele) ist Benediktiner und emeritierter Abt der Abtei Ottobeuren im Landkreis Unterallgäu im Freistaat Bayern.

## Leben
Josef Weigeles Vater starb als Soldat im Zweiten Weltkrieg, als er ein Jahr alt war. Weigele besuchte zunächst das Gymnasium in Ottobeuren. Später wechselte er an das Rhabanus-Maurus-Gymnasium in Sankt Ottilien, das er mit dem Abitur abschloss. 1963 trat er in die Benediktinerabtei Ottobeuren ein. Er studierte von 1964 bis 1969 Philosophie und Theologie an der Paris-Lodron-Universität in Salzburg. 1967 legte er die Ordensgelübde ab. 1969 empfing er die Priesterweihe.
Von 1969 bis 1979 war er Leiter des Klosterinternates von Ottobeuren Collegium Rupertinum und Religionslehrer an der dortigen Grund- und Hauptschule. Seelsorgerisch betreute er ab 1980 als Kaplan die Basilika Ottobeuren. 1993 wurde er Pfarradministrator in Böhen und Ollarzried und ab 1996 in Hawangen. Seit dem Jahr 2000 ist er Prodekan für das Dekanat Ottobeuren.
Am 16. Juli 2002 wählte ihn der 22-köpfige Konvent von Ottobeuren zum Nachfolger des nach Erreichen der Altersgrenze resignierenden Abtes Vitalis Altthaler zum 65. Abt von Ottobeuren. Am 5. Juli 2009 feierte er in seinem Heimatdorf Unterrieden sein 40-jähriges Priesterjubiläum. Im Mai 2013 wurde Johannes Schaber sein Nachfolger.